# 復興庁令
復興庁令（ふっこうちょうれい）とは、内閣総理大臣が復興庁設置法第7条第3項に基づいて発する復興庁の命令。

## 概要
復興庁令は、復興庁に係る主任の行政事務について、法律もしくは政令を施行するため、または法律もしくは政令の特別の委任に基づいて、制定される。
復興庁令には、法律の委任がなければ、罰則を設け、または義務を課し、もしくは国民の権利を制限する規定を設けることができない（復興庁設置法第7条第4項）。
省令とは異なり、国家行政組織法12条1項を根拠法とするものではない。根拠法は異なるものの、内閣府令および省令や、かつての総理府令および法務府令と同等の位置づけである。
したがって、法形式上の優劣関係は以下のようになる。
憲法 > 条約 > 法律 > 政令> 内閣官房令・内閣府令・復興庁令・省令・外局の規則（規則・庁令）>地方公共団体の条例>地方公共団体の規則等